# NGC 6826
NGC 6826 (również Mgławica Mrugająca) – mgławica planetarna znajdująca się w konstelacji Łabędzia. Została odkryta 6 września 1793 roku przez Williama Herschela. Według różnych szacunków mgławica ta jest odległa od około 3900 do 5200 lat świetlnych od Ziemi.
Druga nazwa NGC 6826 pochodzi od złudzenia optycznego, któremu jest poddawany obserwator. Podczas obserwacji na przemian środka mgławicy i obiektów położonych obok, gwiazda centralna wydaje się pojawiać i znikać. Mgławica ta ma niebiesko-zielony dysk wielkości Jowisza.